# Uwe Fietzek
Uwe Fietzek (* 1962) ist ein deutscher parteiloser Politiker. Er ist seit dem 1. November 2019 Landrat der Grafschaft Bentheim.

## Werdegang
Fietzek absolvierte Ausbildung und Studium bei der Stadtverwaltung in Lingen. Seit dem 1. August 1987 war er bei der Kreisverwaltung des Landkreises Bentheim in verschiedenen Positionen angestellt.
Zur Landratswahl 2019 trat er mit Unterstützung der CDU als Kandidat an. Er setzte sich mit rund 52 % der Stimmen durch. Zur Landratswahl 2026 tritt er nicht erneut an.